# Tarija
Tarija este un oraș din Bolivia.

## Climă
| Date climatice pentru Tarija | Date climatice pentru Tarija | Date climatice pentru Tarija | Date climatice pentru Tarija | Date climatice pentru Tarija | Date climatice pentru Tarija | Date climatice pentru Tarija | Date climatice pentru Tarija | Date climatice pentru Tarija | Date climatice pentru Tarija | Date climatice pentru Tarija | Date climatice pentru Tarija | Date climatice pentru Tarija | Date climatice pentru Tarija |
| Luna                         | Ian                          | Feb                          | Mar                          | Apr                          | Mai                          | Iun                          | Iul                          | Aug                          | Sep                          | Oct                          | Nov                          | Dec                          | Anual                        |
| ---------------------------- | ---------------------------- | ---------------------------- | ---------------------------- | ---------------------------- | ---------------------------- | ---------------------------- | ---------------------------- | ---------------------------- | ---------------------------- | ---------------------------- | ---------------------------- | ---------------------------- | ---------------------------- |
| Maxima medie °C (°F)         | 28 (82)                      | 30 (86)                      | 29 (84)                      | 28 (83)                      | 28 (82)                      | 27 (80)                      | 26 (78)                      | 27 (81)                      | 28 (82)                      | 28 (83)                      | 27 (81)                      | 27 (81)                      | 28 (82)                      |
| Media zilnică °C (°F)        | 21 (70)                      | 23 (74)                      | 21 (70)                      | 21 (69)                      | 19 (66)                      | 17 (63)                      | 17 (62)                      | 18 (65)                      | 19 (67)                      | 21 (69)                      | 21 (69)                      | 21 (69)                      | 20 (68)                      |
| Minima medie °C (°F)         | 14 (58)                      | 17 (62)                      | 14 (57)                      | 13 (55)                      | 10 (50)                      | 8 (46)                       | 8 (46)                       | 9 (49)                       | 12 (53)                      | 13 (55)                      | 14 (57)                      | 14 (57)                      | 12 (54)                      |
| Ploaie mm (inches)           | 127 (5.0)                    | 89 (3.5)                     | 61 (2.4)                     | 25 (1.0)                     | 3 (0.1)                      | 0 (0.0)                      | 3 (0.1)                      | 3 (0.1)                      | 15 (0.6)                     | 20 (0.8)                     | 48 (1.9)                     | 97 (3.8)                     | 490 (19,3)                   |
| Sursă: Weatherbase           |                              |                              |                              |                              |                              |                              |                              |                              |                              |                              |                              |                              |                              |